# Tsagaanhayrhan (distrikt i Mongoliet, Uvs)
Tsagaanhayrhan (mongoliska: Цагаанхайрхан Сум, Цагаанхайрхан) är ett distrikt i Mongoliet.   Det ligger i provinsen Uvs, i den västra delen av landet, 900 km väster om huvudstaden Ulaanbaatar.